# Банска укрепена къща
Банската укрепена къща е характерен подтип българска възрожденска къща, разпространена в строителството в Банско. Обикновено се датира от XVIII век до 60-те години на XIX век, но има и други мнения по датировката ѝ.

## История
Според етнографа Стефан Костов плановата схема на банската укрепена къща е пренесена от Италия, по спомени на банскалии. Според Георги Кожухаров оформянето на плановата схема в частта на укрепеното тяло се отнася към Втората българска държава и създаването на банската укрепена къща е резултат от дълго развитие до началото на Българското възраждане. От друга страна Лила Захариева датира изграждането на къщата към XVII – XIV век, а Маргарита Харбова – към началото на XIII век.

## Характеристики
Банската укрепена къща е близка до разложко-чепинската къща (от южната част на жилищната архитектура през Възраждането) по своята планово-пространствена схема. На приземния етаж е разположен подникът, избата и други стопански помещения. Основният пункт, около който се формира горният етаж е дълъг чардак, от който се стига до основната функционална група помещения, сред които са боария, месилник, кашчи и една или повече гостни. Използваеомото подпокривно помещение е образувано от дървени греди, които са поставени „на венец“. Доброто включване в планово-пространствената схема на укрепено камено ядро е най-специфичната характеристика на Банската укрепена къща. Ядрото може да е скривалище в подземието или укрепено помещение на горния етаж, което да се използва при пожар или грабеж.
Градежът на банската укрепена къща е предимно от камък на варова или калова основа, а стените към чардака и част от вътрешните разпределителни стени са с паянтов градеж.
Сред известните най-ранни къщи, характерни представители са Хадживълчовата къща (1746), Хаджирусковата къща (1783), Веляновата къща и други. При тези най-ранни образци укрепеното ядро включва засводено скривалище в приземния етаж (наричано скриовник), предверие към него и изба.
Укрепеното ядро, известни и като кула, се строи отделно от втората половина на XVIII – началото на XIX век. Въпреки това то продължава да е неделима част от композицията на къщата. Кулата е изградена като противопожарно обезопасена постройка, където се съхранява стока на приземния етаж и има помещения за живеене над него. От този вид са известните възрожденски къщи Тодевата къща (1864), Сирлещовата къща и Кирблаговата кула.